# إيني بلينيتيود
إيني بلينيتيود أس بي أيه كشركة منافع اجتماعية (سابقًا: Enigas e luce Sp A. Società Benefit )  هي شركة إيطالية تسيطر عليها شركة إني . تنشط في مجال بيع وتسويق الغاز والكهرباء للمنازل والشركات وإنتاج الطاقة المتجددة وإدارة نقاط شحن السيارات الكهربائية . 
تم إنشاء إيني للغاز والكهرباء في 1 يوليو 2017  بعد تحويل قسم الغاز والطاقة السابق إلى شركة بيع بالتجزئة جديدة للغاز والكهرباء تحت إدارة وسيطرة إيني. يشغل ستيفانو جوبيرتي منصب الرئيس التنفيذي للشركة منذ 5 نوفمبر 2021. 
الشركة جزء من مجموعة إيني، التي أسسها إنريكو ماتي في عام 1953 باسم الوكالة الوطنية للمحروقات والتي أصبحت في التسعينات، عندما توقف الاحتكار العام لسوق الطاقة ، شركة مساهمة . اليوم، تعمل إيني ليس فقط في السوق المحمية، ولكن أيضًا في سوق الطاقة الحرة في إيطاليا. في يوليو 2021، قامت شركة إيني للغاز والكهرباء بتحديث نظامها الداخلي في كشركة المنافع ، لتصبح أول شركة كبرى في قطاع الطاقة في إيطاليا تتبنى هذا المصطلح. 
في 22 نوفمبر 2021، قدمت إيني، خلال حدث يوم أسواق رأس المال في بورصة ميلانو ، شركة جديدة تجمع بين الإنتاج من مصادر الطاقة المتجددة وبيع خدمات الطاقة والطاقة وشبكة من نقاط شحن السيارات الكهربائية : في مارس 2022، غيرت شركة إيني للغاز والكهرباء اسمها إلى بلينتود. 

## أنظر أيضا
- إيني

## روابط خارجية
- الموقع الرسمي